# 傅传耀
傅传耀（1955年3月—），男，贵州金沙人，中华人民共和国政治人物。

## 生平
1976年5月加入中国共产党。1976年8月参加工作，历任贵州省金沙县委常委、农工部部长，纳雍县委书记，毕节地委委员、毕节县委书记，遵义地委委员、行署副专员。1997年7月，任遵义地委副书记、行署专员。1997年10月，任中共遵义市委副书记、市长。2001年9月，任遵义市委书记，遵义军分区党委第一书记。2008年1月，当选贵州省人大常委会副主任。